# دورة قلبية

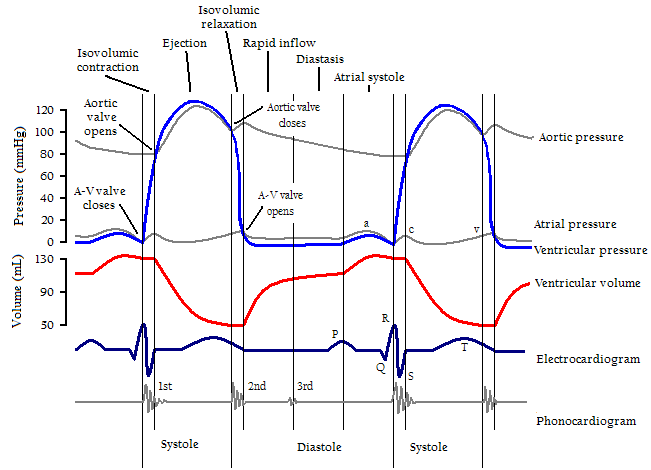
الأحداث القلبية التي تحصل في الدورة القلبية. يظهر في الرسم التخطيطي دورتان قلبيتان كاملتان.

الدورة القلبية هي مراحل الحركة القلبية أثناء عملية ضخ الدم ما بين نبضتين، وتصف الدورة القلبية دخول الدم لحجرات القلب وانتقاله فيه، ومن ثم خروجه من القلب، وما يُصاحب ذلك من تغيّرات وظيفية. المدة الزمنية التي تستغرقها الدورة القلبية تعتمد على معدل نبض القلب في الدقيقة، حيث تستغرق الدورة القلبية دقيقة مقسومة على عدد دقات القلب في الدقيقة. تشمل الدورة القلبية وضعين أساسيين لعضلة القلب هما الانبساط والانقباض وذلك لكل من الأذينين والبطينين، ويمكن تقسيم مرحلة الانقباض إلى قسمين انقباض الأذينين وانقباض البطينين.

## مراحل الدورة القلبية
تقسم الدورة القلبية إلى مرحلتين أساسيتين انبساط القلب أو ارتخاء العضلة القلبية (بالإنجليزية: Diastole)‏، وانقباض القلب (بالإنجليزية: Systole)‏.

## انقباض العضلة القلبية
انقباض العضلة القلبية (بالإنجليزية: Systole)‏ ينقسم إلى فترتين:

انقباض العضلة القلبية.

- انقباض الأذينين: ويماثله في مخطط القلب الكهربائي موجة P، حيث تسبب الشارة الناقلة في الأذين انقباض عضلات الأذينين، مساهمة في زيادة حجم الدم الداخل إلى البطينين.
- انقباض البطينين: ويمثل فترة القذف القلبي حيث تنقبض عضلات البطينين رافعة الضغط في البطينين، مما يؤدي إلى انغلاق الصمامات بين الأذينين والبطينين (أي الصمام التاجي والصمام ثلاثي الشرف)، حتى إذا تجاوز الضغط في البطينين؛ الضغط في كلا الشريانين الشريان الأبهر والشريان الرئوي، ينفتح الصمامان الأبهري والرئوي، ليتدفق الدم خارجاً من القلب إلى الرئة فيالدورة الدموية الصغرى، وإلى باقي أنحاء الجسم في الدورة الدموية الكبرى.

يماثل انقباض البطينين في مخطط القلب الكهربائي الفترة ما بين مركب QRS - والذي يمثل وصول الشارة الناقلة إلى عضلات البطينين، وبدء الانقباض العضلي - إلى نهاية موجة T - والتي تمثل نهاية فترة الانقباض.
يصل الضغط في البطينين الذروة في وسط فترة الأنقباض تقريباً، ليبدأ بالتراجع تدريجياً حتى يصل إلى مستوى معادل أو أقل من مستواه في الشرايين، فتنغلق الصمامات الشريانية (الأبهري والرئوي)، لتبدأ فترة انبساط العضلة القلبية.

## انبساط العضلة القلبية

انبساط العضلة القلبية.

انبساط العضلة القلبية (بالإنجليزية: Diastole)‏ يمثل المرحلة التي ترتخي فيها العضلة القلبية وبالتالي تسمح للدم بالدخول، فهي فترة امتلاء حجرات القلب بالدم. تماثل هذه الفترة في مخطط القلب الكهربائي الفترة ما بين نهاية موجة T إلى بداية موجة P.
انبساط العضلة القلبية بعد نهاية مرحلة انقباض فائتة، يعني هبوط الضغط في حجرات القلب وإلى توسع هذه الحجرات (الأذينين والبطينين)؛
- في الأذينين فإن الانبساط يؤدي إلى حدوث سحب (بالإنجليزية: Wake)‏ لمزيد من الدم من الوريدين الأجوفين إلى الأذينين.
- في البطينين فإن الانبساط وبالتالي توسعهما يؤدي إلى انخفاض الضغط إلى حين يكون الضغط في البطينين أقل منه في الأذينين، عندها فإن الصمامات الشُّرفية (الصمام التاجي أو ثنائي الشرف والصمام ثلاثي الشرف يفتحان للسماح بفترة ملءِ البطينين، وعندها يكون تيار الدم من الأذينين إلى البطينين لحين امتلائهما بالدم في نهاية فترة الانبساط.

أثناء فترة الانبساط تتم تروية العضلة القلبية إذ أن فترة الانبساط هي الفترة الوحيدة في الدورة القلبية التي يكون فيها الضغط في عضلة القلب أقل منه في الشريان الأبهري، أي أن جريان الدم يكون من الشريان الأبهر إلى الشرايين التاجية، كما أن العضلة المنبسطة تكون أقل مقاومةً لجريان الدم. وبالتالي تشكل الشريانات التاجية الاستثناء في الجسم، وذلك أن جريان الدم فيها يكون في مرحلة الانبساط وليس عند فترة الانقباض.

## تنظيم الدورة القلبية

دور النظم القلبي في تزامن انقباض وانبساط خلايا العضلة القلبية.

يتم تنظيم انقباض وانبساط خلايا العضلة القلبية عن طريق جهاز نظم القلب، والذي هو عبارة عن خلايا تتخلل العضلة القلبية وظيفتها توليد الشارة الناقلة (بالإنجليزية: Conductive signal)‏ في ما يُسمّى بالعقد القلبية - وهي المنظم الطبيعي لنشاط القلب، إلى خلايا القلب.
- تتولد الشارة الناقلة أو المحفزة فيما يسمى بالعقدة الجيبية الأذينية، لتنتشر عبر خلايا أذيني القلب، متسببة في انقباض الأذينين، وضخ الدم إلى البطينين، لتصل الشارة إلى الحاجز القلبي بين الأذينين والبطينين، وبالذات إلى ماتسمى العقدة الأذينية البطينية. تماثل هذه الفترة موجة P في مخطط القلب الكهربائي.
- بعد فترة قصيرة تقوم العقدة الأذينية البطينية بنقل الشارة عبر حزمة خلايا خاصة تُدعى حزمة هيس لتصل بسرعة إلى قمّة القلب، ومن هناك تتوزع إلى الخلايا العضلية للبطينين ليبتدئ انقباض البطينين من القمة القلبية وليس من العقدة الأذينية البطينية، وليكون اتجاه انقباض العضلة القلبية تجاه قاعدة القلب لتساهم بضخ الدم عبر الصمامات الشريانية (الصمام الأبهري والصمام الرئوي).

## أصوات القلب
يمكن سماع أصوات القلب باستخدام السماعة الطبية، أصوات القلب تنجم عن انغلاق الصمامات القلبية، ويمكن في الوضع الطبيعي سماع صوتين مميزين، الأول يمثل انغلاق الصمامين الصمام ثلاثي الشُّرَف والصمام التاجي، والثاني ويمثل انغلاق الصمامات الشريانية (الأبهري والرئوي). تتبع الصوتين فترة صمت طويلة نسبياً تمثل فترة الاستراحة أو الاسترخاء. أما بدون استخدام السماعة الطبية وبسبب قصر المدة بين الانقباضين فإننا نكاد نسمع لهما صوتاً واحداً تعقبه فترة استراحة قصيرة هي فترة الاسترخاء أو الانبساط التام للقلب.